# Lük nyelv
A lük nyelv (lük nyelven trm̃mili) az ókorban elterjedt anatóliai nyelvek egyike. A nyelvcsaládban elfoglalt helye szerzőnként változó. Van, aki szerint a luvi nyelv egyik ága, mások szerint önálló nyelv, sőt a három nyelvjárását (lük A, lük B és lük C) is időnként önálló nyelvekként írják le, így gyűjtőkategória is lehet. A lük nyelvet az i. e. 2. évezred folyamán Lukka (később Lükia) területén élő népek beszélték, mint a dardánok, köztük a teukroszok és talán az akhájok, dórok vagy az etruszkok (az első aḫḫiya(wa), a második danuna, az utóbbi taruiša néven). Kapcsolatban állt a többi anatóliai nyelvvel, a legszorosabban a környező káriaival, piszidiaival, lüdiaival és pamphüliaival. Földrajzilag a luvi és a hettita nyelvek határolták keletről és északról.
A lük nyelvet nagyon hosszú időn át beszélték, talán a legtovább a többi anatóliai nyelv közül. Az i. e. 1300-as évek közepe felé Tawagalawaš király – aki Aḫḫiyawa királyának öccse – volt Lukka uralkodója. (Nevét az Eteoklész görög névvel azonosítják.) A lük nyelv az i. e. 4. századig dokumentált, ekkor – a hellenizmus korában – Lükia népe fokozatosan elgörögösödött. Az i. e. 5. századból ismert a saját írásuk, amelynek a nyugati görögség írástípusa a közvetlen őse – vagy fordítva. A karakterek a korábbi írások közül mind a föníciai, mind az ugariti ábécével rokoníthatók, és felismerhetők a görög kapcsolatok is, a rovásírás egyes jelei is párhuzamosíthatók és legalább egy karaktert a káriai ábécéből kölcsönzött. Viszont az i. e. 5. század előtti előfordulása nem ismert. Majdnem egyedülálló sajátossága (leszámítva az ugaritit) a rokon írásrendszerek közt, hogy központozó jelet is használtak, a szavak közé általában két pontot tettek.
A lük nyelv fonetikája részben ismeretlen, az erről szóló megállapítások csak párhuzamosításokon alapulnak. A megfejtésében egy 1974-ben előkerült háromnyelvű felirat (i. e. 337-ből), valamint egy xanthoszi sztélé (i. e. 400 körül) játszott fontos szerepet. A trilingvis ógörög, arámi és lük nyelvű. A többnyelvű felirat ellenére a lük nyelvet még nem sikerült kielégítő mértékben megfejteni. A xanthoszi sztélé egy Harpagosz nevű uralkodó felirata, aki Xeriga királya volt.
Néhány etimológiai feltevés a nyelv nevének (trm̃mili) eredetére vonatkozóan:
- A luvi tarmi (= hegyes tárgy) és *tarmašši (= hegyvidéki) szavakra vezethető vissza. Eszerint jelentése: „hegyiek, hegyi emberek”.
- Lükiában és Piszidiában több Termesszosz nevű település és hegy volt.
- Egy korábban ismeretlen késő bronzkori település neve Lukkában Attarima.
- Kréta szigetén körülbelül i. e. 1600-ban egy termilae nevű nép ismert.
- Sztrabón szerint a lelegek egyik törzse a trójai háború után telepedett meg Káriában. Olyan neveket említ, mint Telmesszosz, Termera, Termerion, Termerosz, Termilae. Ugyanekkor érkeztek Lükiába az iónok.